# Helina brachytophalla
Helina brachytophalla är en tvåvingeart som beskrevs av Feng 2004. Helina brachytophalla ingår i släktet Helina och familjen husflugor. Inga underarter finns listade i Catalogue of Life.